# ザシードキャピタル
ザシードキャピタル株式会社 (The Seed Capital Co., Ltd.) は「起業家に伴走する」ことをテーマに創業初期の起業家への投資に特化したシードベンチャーキャピタルファンド。

## 沿革
- 2015年4月　現代表の廣澤 太紀がEastVenturesに新卒で入社しスカイランドベンチャーズへ出向[2]
- 2018年6月　ザシードキャピタル株式会社を設立[3]
- 2018年8月　10億円規模の1号ファンド「THESEEDCAPITAL1号投資事業有限責任組合」を設立[4]
- 2021年2月　15億円規模の2号ファンド「THESEEDCAPITAL2号投資事業有限責任組合」を設立[5]。株式会社ディー・エヌ・エー、SMBC戦略出資6号投資事業有限責任組合(三井住友銀行)等から出資を受け入れる[6]
- 2023年2月　投資先企業 株式会社ArentがTHE SEEDをスタートしてから初めの上場承認となる[7]

## 主な投資先
出典：
- 株式会社Arent
- 株式会社デジタルレシピ
- 株式会社New Innovations
- 株式会社 AGRI SMILE
- NousLagus株式会社
- エンジニアのミカタ
- 株式会社One StepS
- 株式会社Select